# Campeonato de Wimbledon 1906
La edición 30.º del Campeonato de Wimbledon se celebró entre el 25 de junio y el 5 de julio de 1906 en las pistas del All England Lawn Tennis and Croquet Club de Wimbledon, Londres, Inglaterra.
El cuadro individual masculino lo iniciaron 69 jugadores mientras que el femenino lo iniciaron 48 tenistas.

## Hechos destacados
En la competición individual masculina se impuso el británico Lawrence Doherty logrando el quinto título que obtendría en el torneo al imponerse en la final al británico Frank Riseley.
En la competición individual femenina la victoria fue para la británica Dorothea Douglass logrando el tercero título que obtendría en Wimbledon al imponerse a la americana May Sutton.

## Palmarés
| Seniors              | Vencedor                   | Resultado               | Finalista                         | Finalista |
| -------------------- | -------------------------- | ----------------------- | --------------------------------- | --------- |
| Individual masculino | Lawrence Doherty           | 6–4, 4–6, 6–2, 6–3      | Frank Riseley                     |           |
| Individual femenino  | Dorothea Douglass          | 6–3, 9–7                | May Sutton                        |           |
| Dobles masculino     | Sydney Smith Frank Riseley | 6–8, 6–4, 5–7, 6–3, 6–3 | Reginald Doherty Lawrence Doherty |           |

## Cuadros Finales

### Torneo individual  femenino
| Predecesor: 1905                           | Campeonato de Wimbledon 1906 | Sucesor: 1907                                       |
| Predecesor: Campeonato de Australasia 1906 | Grand Slam 1906              | Sucesor: Campeonato nacional de Estados Unidos 1906 |

- Datos: Q1644372